# 2009 au Laos
2007 au Laos - 2008 au Laos - 2009 au Laos - 2010 au Laos - 2011 au Laos
2007 par pays en Asie - 2008 par pays en Asie - 2009 par pays en Asie - 2010 par pays en Asie - 2011 par pays en Asie

## Chronologie

### Janvier 2009
- Vendredi 2 janvier 2009 : Le secrétaire-général de la Fédération de football du Laos Souksamay Manhmanyvong annonce une prise de mesures pour encourager l'essor du football au Laos : « Nous voulons développer un système pour la jeunesse [...] Cela signifie qu'il nous faut organiser une ligue pour les jeunes dans les deux ou trois prochaines années. Comme on l'a constaté dans d'autres pays, notre meilleur espoir d'obtenir un bon club senior est d'encourager le football chez les jeunes. C'est le chemin que nous devons suivre si nous voulons avoir un impact sur la scène du football asiatique »[1].

- Vendredi 9 janvier 2009 : Ouverture à Vientiane jusqu'au 11 janvier du 1er Salon international de l’Éducation qui accueille 81 établissements et organismes éducatifs issus des pays de la région, avec une représentation très forte de la Thaïlande[2].

- Lundi 12 janvier 2009 : Le 17e Forum Parlementaire Asie-Pacifique s'ouvre à Vientiane en présence des chefs des délégations parlementaires des 23 pays membres. La dernière édition de cette rencontre s'est tenue en 2007 en Nouvelle-Zélande[3].

- Samedi 17 janvier 2009 : La Thaïlande accepte de rapatrier au Laos 5 000 membres de l'ethnie Hmong présents sur son territoire. Le porte-parole du ministère des Affaires étrangères thaïlandais déclare : « Nous coordonnons avec le Laos le rapatriement des réfugiés Hmongs […] Le processus de retour des réfugiés comprend un examen afin d'assurer qu'ils n'encourent aucun danger ». Des milliers de Hmongs laotiens, ethnie minoritaire d'Asie du Sud-Est, vivent pour certains depuis plus de 30 ans dans des camps de réfugiés dans le nord-est de la Thaïlande à laquelle ils ont demandé l'asile politique par crainte de persécutions s'ils retournent au Laos. Une partie des Hmongs s'était ralliée aux Américains contre les communistes pendant la guerre du Viêt Nam et avait ensuite fui le régime de Vientiane[4],[5].

### Février 2009
- Lundi 9 février 2009 : Singapour et la Banque mondiale s'engagent à lancer conjointement un programme de formation des fonctionnaires laotiens de la finance. Le projet inclut une modernisation de la finance publique et de la gouvernance du ministère laotien de la Finance. Selon le journal singapourien The Straits Times, le programme sera pris en charge par Singapour, le bureau de la Banque mondiale au Laos et la Fondation Temasek, qui fournira 770 000 dollars destinés à former 235 hauts fonctionnaires laotiens[6].

- Mardi 17 février 2009 : Communiqué de presse du gouverneur de la banque centrale du Laos qui annonce la construction prochaine de la première bourse du pays. Le projet sera lancé à l'été 2009 et financé par un fonds américain d'environ 5,9 millions de dollars. L'ouverture de la bourse est prévue pour 2010[7].

- Jeudi 19 février 2009 : De hauts officiels laotiens, emmenés par le général de brigade Buaxeing Champaphan, visitent un camp de réfugiés Hmong en territoire thaïlandais et demandent à ces derniers de retourner au Laos. La délégation rassure les réfugiés sur la question de leur sécurité, leur offrant des garanties qu'ils ne seront pas persécutés après leur retour[8].

### Mars 2009
- Mardi 3 mars 2009 : La Banque mondiale offre une aide financière de 13 millions de dollars au Laos pour développer des projets relatifs à la sécurité alimentaire et à la gestion forestière[9].

- Jeudi 5 mars 2009 : Inauguration de la première liaison ferroviaire entre la Thaïlande et le Laos. La princesse de Thaïlande Maha Chakri Sirindhorn, qui préside la cérémonie, embarque dans le train inaugural qui parcourt 3,5 km entre les villes de Nong Khai en Thaïlande et Thanaleng au Laos. Ce chemin de fer est le premier à relier le Laos à d'autres pays[10],[11].

- Mardi 10 mars 2009 : Le ministre cambodgien du Commerce Cham Prasidh annonce la création d'un tournoi de golf caritatif réunissant les pays de l'ex-Indochine française : Cambodge, Viêt Nam et Laos. La compétition, placée sous les auspices des trois Premier ministres, Hun Sen, Nguyễn Tấn Dũng et Bouasone Bouphavanh, s'ouvrira le 28 mars au club de golf de Long Thanh, au Viêt Nam. Le tournoi prévoit de rassembler quelque 200 golfeurs, professionnels et amateurs, issus des trois pays[12].

- Mercredi 18 mars 2009 : Signature d'un accord à Vientiane entre le procureur de la Cour populaire suprême Somphanh Phengkhammy et son homologue thaïlandais portant sur le renforcement de la coopération des deux pays dans la lutte contre le crime transfrontalier. Cette coopération s'inscrit dans le cadre d'un protocole d'accord signé en 2004 par les deux pays à Bangkok et d'une déclaration conjointe issue de la rencontre entre l'Association des nations de l'Asie du Sud-Est et le procureur de la Cour populaire suprême de Chine sur le maintien de la stabilité régionale et la lutte contre le crime transfrontalier[13].

- Jeudi 19 mars 2009 : Le ministre du Plan et de l'Investissement, Sinlavong Khoutphaythoun, conclut avec le Viêt Nam un accord de prospection des mines dans la province de Savannakhet. Déployé sur une grande superficie de la province de Savannakhet, le projet donnera des intérêts importants aux investisseurs vietnamiens et aux autorités locales, contribuant au développement socioéconomique de la région[14].

- Samedi 22 mars 2009 : L'équipe du Laos de rugby à XV bat le XV de Brunei 28 à 8 au stade national du Laos à Vientiane lors d'un match comptant pour le tournoi régional Asie du Sud-Est comptant pour le Tournoi des cinq nations asiatiques 2009.

- Mercredi 25 mars 2009 : Selon l'organisation médecins sans frontières, depuis la fin d'année 2008, près de 200 Hmongs sont rapatriés chaque mois des camps thaïlandais vers le Laos. Le directeur de la mission de l'ONGI en Thaïlande estime que sur ce nombre, 10 à 15 % sont des rapatriements forcés : « La pression psychologique exercée sur les familles est très forte. L'objectif est de casser le moral des réfugiés. Les Hmongs finissent par craquer et à accepter les conditions de retour à défaut d'autres espoirs (...) Sous la contrainte et à bout de nerfs, la plupart des personnes finissent par signer le document. Nous considérons que ce sont des rapatriements forcés ». Récemment, le gouvernement thaïlandais a réitéré sa volonté d'expulser tous les Hmongs du camp de Huai Nam Khao, à Phetchabun, vers le Laos. MSF estime le nombre de réfugiés encore présents dans le camp à 5 000 personnes[15].

- Jeudi 26 mars 2009 : Le vice-Premier ministre Somsavat Lengsavad et son homologue vietnamien assistent à la mise en chantier de la route 2E, d'une longueur de 69 km, allant du district de Khoa, province de Phongsaly, au poste frontière de Tây Trang, province vietnamienne de Điện Biên. Doté de 43 millions de dollars, le projet bénéficie des prêts préférentiels du Viêt Nam en faveur du Laos. Les travaux dureront 36 mois[16].

- Samedi 28 mars 2009 : Le ministère du Plan et de l'Investissement annonce le doublement des investissements étrangers au Laos au cours de la première moitié de l'année fiscale 2008-2009 par rapport à la même période de 2007-2008. Au cours de l'exercice 2008-2009, le gouvernement laotien a autorisé une quarantaine de projets d'investissement d'un montant total d'un milliard de dollars[17].

- Samedi 28 mars 2009 : Deuxième match du XV Laotien à Vientiane dans le tournoi régional Asie du Sud-Est et deuxième victoire. Le Laos bat le Cambodge 8 à 3 et termine premier de sa poule avec deux points d'avance sur Brunei.

- Mardi 31 mars 2009 : Un accord d'aide financière de deux ans est signé avec le gouvernement allemand qui s'engage à accorder un prêt de 12 millions d'euros au Laos. Cinq millions d'euros serviront à la construction de routes dans les provinces d'Attapeu et de Sayaboury, trois millions seront utilisés pour créer des institutions de micro-finance, rendre les autorités villageoises capables d'ouvrir et de gérer des banques de village, et quatre millions seront alloués à la protection forestière et aux efforts dans la lutte contre les effets du changement climatique[18].

### Avril 2009
- Mercredi 1er avril 2009 : Signature à Vientiane d'un accord entre le vice-ministre des Finances laotien et le représentant de la Banque asiatique de développement qui s'engage à octroyer une aide financière de 20 millions de dollars au Laos. L'aide est destinée à développer la production agricole laotienne et mettre en place une gestion durable des ressources naturelles dans les cinq provinces méridionales du pays : Province de Savannakhet, de Sékong, de Salavan, de Champassak et d'Attapeu. Le projet a obtenu une allocation de 15 millions de dollars accordée par le Fonds international de développement agricole et une aide technique de 700 000 dollars du Fonds d’aide spéciale du Japon[19].

- Vendredi 10 avril 2009 : Arrivée du secrétaire général des Nations unies Ban Ki-moon au Laos pour une visite de deux jours. C'est le premier séjour officiel d'un premier secrétaire général de l'ONU au Laos depuis 50 ans. Dans un discours tenu le 11 avril à Vientiane, Ban Ki-moon a appelé le pays à redoubler d'efforts pour combattre la pauvreté et sortir du groupe des pays les moins avancés d'ici à 2020[20].

- Lundi 27 avril 2009 : L'Union européenne s'engage à fournir une aide économique au Laos pour l'aider à faire face à la crise financière mondiale. David Lipman, chef de la délégation de la Commission européenne au Laos, a annoncé que l'Union européenne avait débloqué un budget de 50 millions de dollars pour la période 2010-2013. Cette aide s'ajoute aux 15 millions de dollars déjà débloqués et devrait permettre au Laos de contrer la récession mondiale. L'Union européenne aide par ailleurs le Laos dans des domaines tels que l'éducation, la santé et l'agriculture[21].

### Mai 2009
- Mercredi 20 mai 2009 : L'ONG Médecins sans frontières met un terme à ses actions humanitaires auprès des réfugiés Hmongs du camp thaïlandais de Huai Nam Khao après presque quatre années de présence. L'organisation dénonce « des entraves, de plus en plus fortes », une « politique de rapatriement forcé [...] et refuse de travailler sous la pression militaire » [22].

- Samedi 23 mai 2009 : Défaite du XV laotien 8 à 24 face au Cambodge lors d'un match amical disputé à Phnom Penh. En lever de rideau, les sélections féminines des deux pays se sont affrontées se séparant sur une victoire 15 à 5 du Laos. Cette rencontre était le premier match international de rugby féminin de l’histoire du Cambodge[23].

- Mardi 26 mai 2009 : Une cérémonie officielle est organisée dans la province d'Oudomxay pour la remise aux autorités vietnamiennes des ossements de 21 volontaires vietnamiens disparus pendant la guerre d'Indochine. Depuis 1994, 1402 cadavres ont été rapatriés au Viêt Nam. Le nombre de volontaires vietnamiens disparus au Laos pendant la guerre d'Indochine est estimé à plusieurs centaines de milliers[24].

### Juin 2009
- Mercredi 3 juin 2009 : Condamnation par le tribunal populaire de Vientiane de la ressortissante britannique Samantha Orobator à la prison à perpétuité pour trafic d'héroïne. Elle encourait la peine de mort[25]. Samantha Orobator avait été arrêtée en août alors qu'elle tentait d'embarquer sur un avion à destination de la Thaïlande. Selon les autorités laotiennes, elle aurait alors été en possession de 680 grammes d'héroïne. Toute personne appréhendée au Laos avec plus de 500 grammes d'héroïne risque la peine capitale.

- Vendredi 12 juin 2009 : Signature à Washington par le président américain Barack Obama de deux mémorandums stipulant que le Cambodge et le Laos avaient « cessé d’être des pays marxistes-léninistes ». Ce changement de considération permettra aux entreprises américaines de s’adresser à la Banque d’import-export des États-Unis pour vendre leurs produits dans les deux pays. En 2008, les États-Unis avaient exporté pour 18 millions de dollars au Laos[26]..

- Mercredi 17 juin 2009 : L'OMS et les autorités sanitaires laotiennes annoncent dans un communiqué le premier cas de grippe A (H1N1) au Laos. Le malade a été diagnostiqué le 16 juin au Centre national d'épidémiologie de Vientiane[27].

- Jeudi 18 juin 2009 : Le WWF met en garde le Cambodge et le Laos contre la probable extinction des dauphins du Mékong en raison de la présence élevée de polluants dans le fleuve. Selon l'organisation, il ne reste que 64 à 76 dauphins de l'Irrawaddy dans le fleuve. Les dauphins, qui survivent dans une portion de 190 kilomètres entre le Cambodge et le Laos, figurent sur la liste des espèces menacées depuis 2004[28].

- Mercredi 24 juin 2009 : L'OMS et les autorités sanitaires laotiennes confirment 3 cas de grippe A (H1N1) qui sont un garçon de nationalité américaine, sa mère ainsi qu'une australienne. Les 3 malades sont soignés à Vientiane. Pour lutter contre l'épidémie, les autorités laotiennes ont pris certaines dispositions comme la commande de doses de Tamiflu qui pourraient être utilisées pour soigner plus de 1 000 personnes et le lancement d'une campagne visant à sensibiliser la population sur la grippe[29],[30].

- Lundi 29 juin 2009 : Acquisition par l'entreprise d'État laotienne de bus de 13 bus électriques achetés à la Chine pour un montant de 170 800 dollars. Une partie des bus est destinée à desservir la gare routière de Vientiane et l'université nationale ; une cérémonie officielle de mise en service s'est déroulée dans la journée[31].

### Juillet 2009
- Mercredi 1er juillet 2009 : Nomination de l'entraîneur autrichien Alfred Riedl à la tête de l'équipe du Laos de football des moins de 23 ans qui participera aux Jeux d'Asie du Sud-Est en décembre à Vientiane. Riedl entraînait l'équipe du Laos de football depuis avril 2009[32].

- Mercredi 1er juillet 2009 : Lao Airlines ferme l'aéroport de Paksé jusqu'au 30 août pour mener des travaux de rénovation sur les pistes d'atterrissage. Tous les vols en partance ou à destination de Paksé sont annulés et détournés vers l'aéroport de Savannakhet avec la mise à disposition d'un minibus comme moyen de transport. L'aéroport d'Ubon Ratchatani servira également de transit pour les vols à destination de Bangkok[33].

- Lundi 6 juillet 2009 : Les autorités sanitaires laotiennes confirment quatre nouveaux cas de grippe A (H1N1), portant à sept le nombre total de cas enregistrés depuis le 17 juin. Les personnes infectées sont des laotiens rentrés récemment de l'étranger. L'OMS maintient son niveau d'alerte au niveau 6 dans la région[34].

- Lundi 6 juillet 2009 : La compagnie nationale Lao Airlines modernise sa flotte avec la réception sur l'aéroport international de Wattay d'un ATR 72-500 neuf. Lao Airlines a commandé deux appareils à ATR en décembre 2007 et recevra le second avion le 12 septembre. La compagnie est détenue par le gouvernement laotien et exploite des liaisons intérieures vers 10 destinations et des liaisons internationales vers le Cambodge, la Chine, la Thaïlande et le Viêt Nam[35],[36].

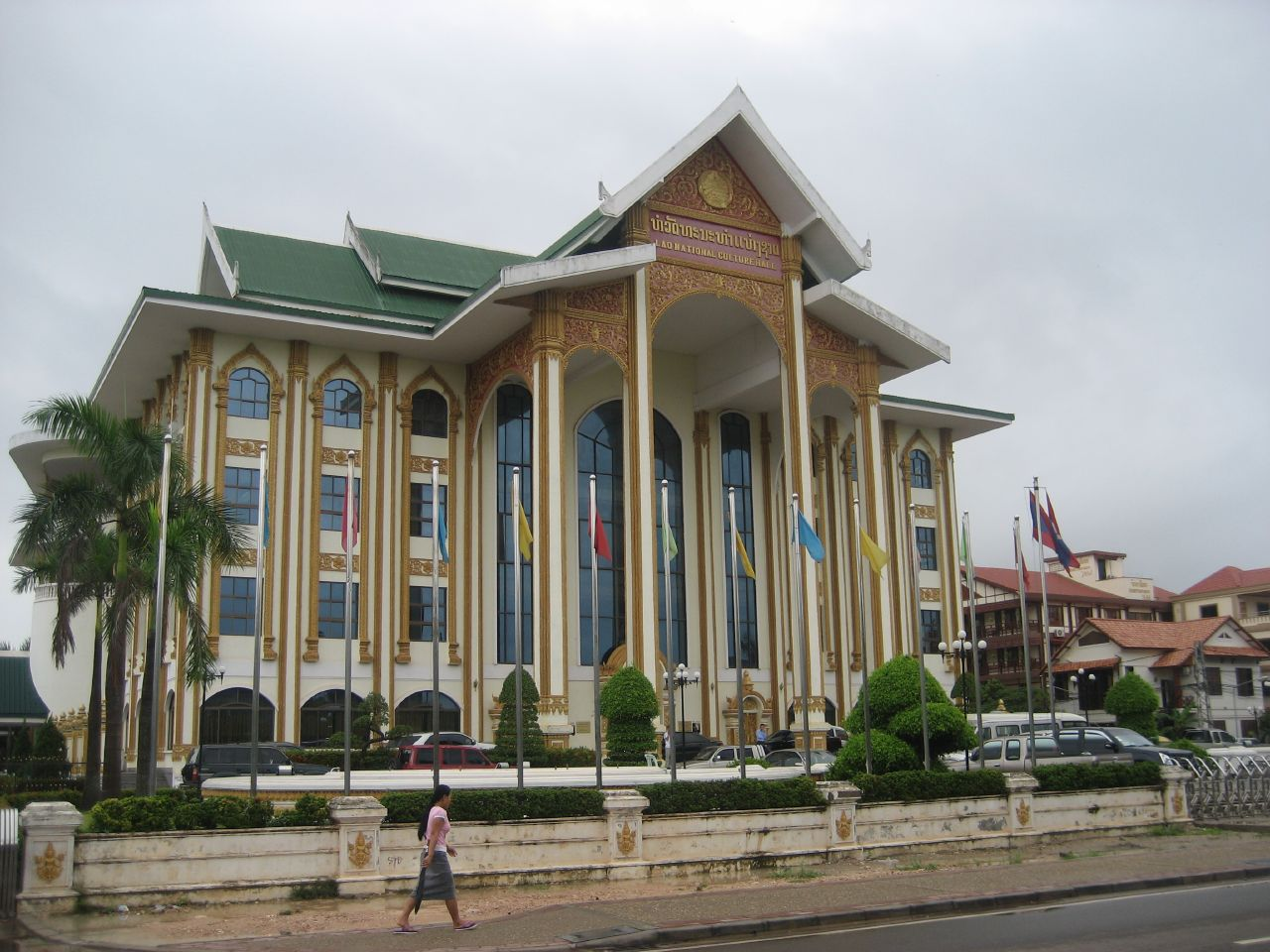
Le Palais national de la culture de Vientiane

- Lundi 13 juillet 2009 : Une cérémonie officielle est organisée au Palais national de la culture à Vientiane pour célébrer le centième anniversaire de la naissance du président laotien Souphanouvong. La célébration réunit un millier de personnes dont le secrétaire général du comité central du parti, le président de la République, des hauts dirigeants du bureau politique, des ministres et des représentants d'organisations internationales[37].

- Mardi 14 juillet 2009 : 17 nouveaux cas de grippe A (H1N1) sont confirmés, portant le total de cas enregistrés à 24. Parmi les patients, 11 faisaient partie d'un groupe de 200 ouvriers parti travailler en Thaïlande. Ils sont soignés à l'hôpital provincial de Champassakvia[38].

- Jeudi 16 juillet 2009 : La centrale hydroélectrique du barrage de Nam Theun 2, dont la construction est en phase d'achèvement, a produit ses premiers kilowattheures lors d'essais menés sur l'une de ses six turbines. Nam Theun 2, le plus grand complexe hydroélectrique du Laos, a été construit par la National Thermal Power Corporation, dont EDF est le principal actionnaire. D'une capacité de 1 075 MW, il est situé sur la Nam Theun, un affluent du Mékong, à 250 kilomètres au sud-est de Vientiane. Haut de 39 mètres pour 436 de long, il dispose d'un réservoir de 450 km², complété par deux centrales hydroélectriques construites au pied d'une chute d'eau de 350 mètres. Les travaux ont été lancés début 2005 et auront nécessité 70 millions d'heures de travail[39]. La centrale devrait être mise en service fin 2009. L'énergie produite sera exportée en Thaïlande à hauteur de 95 % via une ligne de transport haute tension de 138 km, tandis que les 5 % restants permettront de répondre à 20 % des besoins annuels en électricité du Laos[40].

- Mercredi 22 juillet 2009 : Le Centre national d'épidémiologie de Vientiane annonce le premier décès dû à la grippe A (H1N1) au Laos. La victime, un laotien de 31 ans résidant dans la province de Bolikhamxai, est décédé le 18 juillet après avoir été testé positif au virus[41]. 5 nouveaux cas de grippe A (H1N1) sont enregistrés, portant le nombre total de personnes infectées à 56. Le Laos est en phase de prévention et de détection, organisant notamment des contrôles aux aéroports et aux postes frontières afin de dépister les personnes infectées[42].

- Mardi 28 juillet 2009 : Ouverture du Lao International Challenge 2009 à Vientiane, une compétition de badminton organisée par la Fédération laotienne de badminton. L'édition 2009 réunit Laos, Viêt Nam, Cambodge, Thaïlande, Malaisie, Indonésie, Singapour et Japon pour 111 joueurs inscrits, dont 29 du Laos. Elle se terminera le 1er août. L'événement servira de tour de chauffe aux athlètes avant les 25e Jeux d'Asie du Sud-Est qui se tiendront à Vientiane en décembre[43].

- Jeudi 30 juillet 2009 : La Wildlife Conservation Society annonce la découverte d'une espèce rare d'oiseau au Laos, première nouvelle sorte d'oiseau chanteur repérée en Asie depuis plus de 100 ans. Le volatile a été découvert fin 2008 dans la province de Savannakhet par des scientifiques de la WCS et de l'Université australienne de Melbourne. Il a la face rose, le contour de l'œil bleu et un léger duvet sur le crâne[44].

### Août 2009
- Lundi 3 août 2009 : Fin de la réunion du comité intergouvernemental Viêt Nam-Laos qui avait débuté le 1er août dans la ville vietnamienne de Cua Lo. Les représentants des deux pays ont évalué les résultats de la mise en œuvre de l'Accord de coopération économique, culturelle, scientifique et technique signé le 8 janvier 2009 entre les deux gouvernements, et ont également avancé des mesures pour accélérer l'application de cet accord. Le Viêt Nam est parmi les 3 premiers investisseurs au Laos[45].

- Vendredi 7 août 2009 : Arrivée à Londres de la ressortissante britannique Samantha Orobator, condamnée en juin au Laos à la prison à vie pour trafic d'héroïne. La jeune femme poursuivra sa détention au Royaume-Uni et pourrait être relâchée d’ici quelques années[46]. La justice laotienne lui a infligé une amende de 600 000 000 kips (près de 50 000 euros) dont elle a commencé à s'acquitter[47].

- Lundi 10 août 2009 : Dans un entretien au journal laotien Le Rénovateur, le vice gouverneur de la province de Luang Prabang, Khamphèng Xaysomphèng, et le chef du département de l'aviation civile, Yakoua Lopangkoua, annoncent que le gouvernement laotien va investir 84 millions de dollars dans la construction d'un nouvel aéroport dans la province de Luang Prabang afin de remplacer l'ancien. Les travaux achevés, les pistes pourront accueillir des avions gros-porteurs comme le Boeing 737 et l'Airbus A320. La construction doit commencer en fin d'année et s'achever en 2012[48].

- Mardi 11 août 2009 : Le gouvernement laotien décide d'employer une nouvelle stratégie pour accélérer le rapatriement des Hmongs en envoyant au camp de Huay Nam Khao d'anciens réfugiés Hmongs, installés au Laos, qui ont pour mission de persuader les réfugiés de revenir au Laos. Les autorités laotiennes et thaïlandaises ont conclu un accord début 2008 confirmant le rapatriement au Laos tous les réfugiés Hmongs des camps de Thaïlande avant la fin de l’année 2009[49].

- Jeudi 13 août 2009 : Arrivée à Vientiane du sénateur démocrate américain Jim Webb, président de la sous-commission des Affaires étrangères du Sénat des États-Unis pour l'Asie de l'Est et le Pacifique. Le sénateur effectue une tournée en Asie du Sud-Est et rencontrera en fin de semaine le dirigent de la junte birmane Than Shwe pour s'entretenir du sort de l'opposante Aung San Suu Kyi et du ressortissant américain John Yettaw tous deux emprisonnés. Dans un communiqué annonçant son arrivée à Vientiane, Jim Webb indiquait : « Il est de toute première importance que les États-Unis se rengagent en Asie du Sud-Est à tous les niveaux »[50].

- Mercredi 19 août 2009 : Le journal Vientiane Times rapporte que le gouvernement laotien prévoit d'investir 5,13 milliards de kips (environ 422000 euros) pour son année fiscale 2009-2010 et vise une augmentation de la croissance d'au moins 7,5 % pour l'année 2010. Cette augmentation de 50 % de l'investissement public permettra d'exécuter 3138 projets publics à travers le pays. La moitié des fonds proviendra du budget du gouvernement, le reste de sources extérieures (comprenant des dons et emprunts attribués par des institutions financières internationales)[51].

- Mardi 25 août 2009 : Inauguration à Vientiane du centre de criminologie du ministère de Sécurité publique. Le bâtiment est doté d'équipements modernes d'un coût de 2,4 millions de dollars et couvre une surface de 10 000 m2. Sa construction a débuté en juillet 2007 et a été rendue possible grâce à une aide financière du gouvernement vietnamien[52].

- Mercredi 26 août 2009 : Le nombre de personnes infectées par le virus de la grippe A (H1N1) au Laos s'élève à 242. Dans un communiqué, le ministre de la Santé, Ponmek Dalaloy, demande aux services gouvernementaux de renforcer les mesures de surveillance épidémique et appelle la population à se renseigner sur les symptômes de la grippe[53].

### Octobre 2009
- Dimanche 11 octobre 2009 : Début du Tour du Mékong 2009 de cyclisme avec une première étape Hanoi-Nghê An (Viêt Nam) - Khon Kaen (Thaïlande). La compétition durera jusqu'au 25 octobre et arrivera à Savannakhet au Laos pour sa deuxième étape. La troisième étape reliera Savannakhet à la ville vietnamienne de Quang Tri-Dà Nang. La compétition est organisée par le journal vietnamien Le monde et le Viêt Nam et la ligue des vélos et motos de sport du Viêt Nam[54].

### Décembre 2009
- Dimanche 13 décembre 2009[réf. nécessaire] : Ouverture à Vientiane des 25e Jeux d’Asie du Sud-Est. La compétition, qui comporte 25 disciplines, réunit 11 pays : Brunei, Cambodge, Indonésie, Laos, Malaisie, Birmanie, Philippines, Singapour, Thaïlande, Timor oriental et Viêt Nam. C’est la première fois que le Laos accueille les Jeux. Ils s'achèveront le 21 décembre[réf. nécessaire].

### Date inconnue
- En 2009, un paysan en train de bêcher son champ dans le village de Nong Hua Thong, dans la province de Savannakhet, découvre un important trésor khmer. Il est composé de 60 pièces d’orfèvrerie (7 kg d'or et 17 kg d'argent). De nombreux artefacts sont également découverts[55],[56].

## Œuvres sur le Laos parues en 2009

### Filmographie
- 23 mars : Diffusion sur TV5MONDE de l'émission Écran vert consacrée au Laos dont l'un des reportages s’intéresse à la ville de Luang Prabang classée au patrimoine mondial de l'UNESCO et première destination touristique du Laos[58].